# Relações entre Marrocos e União Europeia

Localização de Marrocos e da União Europeia.

Marrocos é um país vizinho e associado da União Europeia. A nação tem uma fronteira terrestre territorial com Espanha, membro da UE, nos exclaves de Ceuta e Melilla. Tem também uma fronteira marítima com Espanha através do Estreito de Gibraltar e fronteiras da Zona Económica Exclusiva com áreas da UE no Atlântico. As relações entre os dois estão enquadradas na Política Europeia de Vizinhança (PEV) e na União para o Mediterrâneo. Entre os países da PEV, Marrocos foi reconhecido como tendo um estatuto avançado, abrindo-se a elevados níveis de cooperação política.
Os principais laços jurídicos entre Marrocos e a UE são estabelecidos pelo Acordo de Associação de 2000. Vários outros acordos abrangem questões sectoriais, incluindo o Acordo de Parceria UE-Marrocos no domínio das pescas de 2006 e o Acordo Céus Abertos de 2006.

## Laços jurídicos entre Marrocos e a União Europeia
As relações diplomáticas entre Marrocos e a União Europeia datam de 1960, quando foi celebrado um acordo comercial com as Comunidades Europeias. Em 1976 foi assinado um primeiro acordo de cooperação.
Na conferência de Barcelona de 1995 foi inaugurada a Parceria Euro-Mediterrânica, que estabelece uma política com objetivos ambiciosos e de longo prazo nos domínios da parceria política e de segurança, da parceria económica e financeira e da cooperação em assuntos sociais, culturais e humanos.
O início do reinado do rei Mohammed VI em julho de 1999 marcou uma grande mudança em direção a mais cooperação, compreensão e parceria. A fim de melhorar a cooperação euromediterrânica, a UE e Marrocos estabeleceram o Acordo de Associação UE-Marrocos. Este documento, datado de 1 de Março de 2000, constitui a base jurídica das relações entre Marrocos e a UE.
Com a inauguração da Política Europeia de Vizinhança e da União para o Mediterrâneo, Marrocos e a UE elaboraram e adotaram um Plano de Acção PEV em Julho de 2005, delineando os próximos passos da cooperação. No âmbito do Plano de Acção da Política Europeia de Vizinhança, Marrocos empreendeu um grande esforço para se alinhar à legislação e normas da UE. Isto deverá permitir a Marrocos explorar gradualmente as possibilidades oferecidas pela Política de Vizinhança e, em particular, avançar para além das relações existentes para um grau significativo de integração; isto inclui permitir a Marrocos participar no mercado único e participar gradualmente nos programas da UE. Isto exigirá um grande esforço por parte de Marrocos para criar as condições legislativas e institucionais necessárias. Esta ambição reflete-se no estatuto avançado de Marrocos junto da UE que é "mais do que associação, menos do que adesão".
Com o Estatuto Avançado concedido a Marrocos em 13 de Outubro de 2008, a parceria adquiriu um nível de cooperação política de alto nível. A primeira cimeira UE-Marrocos teve lugar em 7 de Março de 2010.

### Acordos bilaterais
Os acordos de pesca (o mais recente é o Acordo de Parceria de Pesca UE-Marrocos de 2006, FPA) têm sido assinados periodicamente entre Marrocos e a UE desde a década de 1980, permitindo que navios europeus (especialmente espanhóis e portugueses) pesquem nas águas marroquinas em troca de uma contribuição monetária.
Desde 2000, Marrocos e a UE assinaram muitos acordos bilaterais. Vários acordos de comércio livre que Marrocos ratificou com os seus principais parceiros económicos, como o acordo da zona de comércio livre euromediterrânica. Os dois lados anunciaram recentemente planos para estender o seu Acordo de Livre Comércio para cobrir não apenas bens, mas também agricultura e serviços, dando a Marrocos quase o mesmo acordo com a Europa que os Estados membros têm entre si. Esses acordos fazem parte da zona de comércio livre euromediterrânica assinada em Barcelona, Espanha, em 1995.
Marrocos e a UE também assinaram um acordo de céu aberto. O acordo é o primeiro da Europa fora de suas fronteiras. Entrou em vigor no verão de 2006.
Em 2017, Federica Mogherini, Alta Representante da UE para os Negócios Estrangeiros e a Política de Segurança, provocou controvérsia e confusão diplomática sobre a sua declaração de que os acordos comerciais entre Marrocos e a UE não seriam afetados pela decisão de 2016 do Tribunal de Justiça Europeu sobre a âmbito do comércio com Marrocos. Esta decisão confirmou que os acordos comerciais bilaterais, como o Acordo de Parceria de Pesca UE-Marrocos, abrangem apenas produtos agrícolas e produtos de pesca originários das fronteiras internacionalmente reconhecidas de Marrocos, excluindo explicitamente qualquer produto proveniente do Saara Ocidental ou de suas águas territoriais. A comunidade internacional, incluindo a UE, rejeita unanimemente a reivindicação territorial de Marrocos ao Sahara Ocidental.

### Candidatura à adesão
Em 1987, Marrocos solicitou a adesão às Comunidades Europeias (o precursor da União Europeia). O pedido foi indeferido com o fundamento de que Marrocos não era considerado um "país europeu" e, portanto, não podia aderir. Este critério de associação geográfica foi posteriormente consagrado nos critérios de Copenhaga. A rejeição era esperada, pois o rei havia enviado batedores dois anos antes e recebeu essa resposta.

## Cooperação Económica
Marrocos lidera a lista de parceiros que beneficiaram do apoio financeiro da União Europeia no âmbito da assistência à vizinhança, recebendo cerca de 205 milhões de euros em 2009 (654 milhões de euros no período de 2007-2010). Para ajudar o país nesta nova fase estatutária das relações bilaterais, a UE aumentará a ajuda para o período 2011-2013.
Em dezembro de 2009, a UE concedeu a Marrocos uma doação de 771 milhões de dirrãs marroquinos (100 milhões de dólares(US$)) para promover investimentos e exportações, e contribuir para o financiamento do projeto de elétrico Rabat-Salé.

### Protocolos financeiros (1977-1996)
Ao abrigo dos quatro protocolos financeiros do Acordo de Cooperação de 1976 assinado entre a Comunidade Europeia (antecessora da UE) e Marrocos, Marrocos recebeu um total de 1091 milhões de euros,  incluindo 574 milhões de euros do orçamento comunitário e 518 milhões de euros sob a forma de empréstimos com recursos próprios do BEI. Os protocolos deram prioridade setorial ao desenvolvimento rural (46%). Outros setores de atividade foram, por ordem de importância: infraestrutura económica (17%), setor social (15,6%), setor privado (10%), formação profissional (10%) e sociedade civil (0,4%).

## Cooperação política
Em 2006, a comissária da UE para as relações externas, Benita Ferrero-Waldner, declarou que "nós [UE] já temos uma relação muito, muito próxima com Marrocos, e estamos a estudar dar-lhes um estatuto ainda mais avançado".
Em 2008, Marrocos foi o primeiro país da região a obter o estatuto avançado, o que o torna pioneiro na Política Europeia de Vizinhança. O acordo constitui um "roteiro" que alarga o âmbito das relações bilaterais UE-Marrocos, definindo novos objectivos em três áreas principais: relações políticas mais estreitas, com a realização de uma cimeira periódica UE-Marrocos e o estabelecimento de mecanismos de consulta a nível ministerial ; integração do mercado único com base na adopção gradual do acervo comunitário e na cooperação sectorial; e foco na dimensão humana.
A primeira cimeira UE-Marrocos foi realizada em 7 de março de 2010. Foi a primeira deste tipo entre a UE e um país árabe. Abbas El Fassi,Van Rompuy e Durão Barroso apresentaram à imprensa os resultados da cimeira, elogiando o evento que anuncia uma nova era na parceria privilegiada e estratégica. A cimeira de Granada entre a União Europeia e Marrocos terminou com uma avaliação positiva do desenvolvimento das suas relações e com o compromisso de aprofundar a sua vertente política, económica e social, bem como de iniciar um processo de reflexão sobre o seu futuro formato 'contratual'. Sobre a parceria bilateral, a declaração conjunta estabelece medidas concretas para consolidar as realizações e uma agenda operacional para o futuro, como parte do status avançado que especifica a relação entre Marrocos e a UE. A cimeira abordou também a situação das relações UE-Marrocos e os desenvolvimentos futuros, bem como outros assuntos de interesse comum, como o estatuto jurídico do Sara Ocidental, a situação no Magrebe e no Sahel, e a União para o Mediterrâneo .
O Comissário Europeu para o Alargamento e Política Europeia de Vizinhança, Štefan Füle, visitou Marrocos em janeiro de 2012. Ele disse estar muito satisfeito com os desenvolvimentos da reforma e que o país está indo na direção certa, mas que algumas melhorias ainda precisam ser feitas e a nação está a trabalhar nisso.

### Problemas
A imigração ilegal e o terrorismo já substituíram questões da agenda que antes eram importantes, como o comércio (ou seja, a agricultura e a pesca) e o tráfico de drogas. A partir de 2000, as autoridades marroquinas e da UE começaram a trabalhar mais estreitamente em conjunto com a partilha de informações e a cooperação no controlo das fronteiras .
Outra questão difícil diz respeito às disputas territoriais. Em julho de 2002, houve uma escaramuça entre Espanha e Marrocos durante o incidente de Perejil. Embora as tensões tenham diminuído desde a chegada do Partido Socialista Espanhol ao poder, os dois exclaves espanhóis de Ceuta e Melilla ainda são um obstáculo entre os dois países vizinhos. Em outubro de 2006, uma controvérsia diplomática foi desencadeada entre Marrocos e Espanha quando Marrocos negou a entrada de Ceuta de um pacote de ajuda espanhol composto por 150 viaturas de patrulha para combater a imigração ilegal. Isso foi posteriormente resolvido entregando as mercadorias a 50 km da costa de Tânger.
O conflito do Saara Ocidental sempre esteve na agenda. Marrocos há muito que procura um reconhecimento formal europeu dos seus direitos reivindicados sobre o território disputado.